# Semioscopis oculella
Semioscopis oculella — вид лускокрилих комах родини плоских молей (Depressariidae).

## Поширення
Вид поширений в більшій частині Європи, крім Піренейського півострова та більшої частини Балканського півострова, та Північній Азії на схід до Японії. Присутній у фауні України.

## Опис
Розмах крил 24-34 мм.

## Спосіб життя
Метелики літають з березня по квітень. Личинки живляться листям берези.